# Anna Held
Pour les articles homonymes, voir Held.
Anna Held, née le 19 mars 1872 à Varsovie et morte le 12 août 1918 à New York, est une danseuse et actrice polonaise.

## Biographie
Hélène Anna Held est née à Varsovie (Pologne), le 19 mars 1872, elle est la fille de Shimmle, un juif allemand et de Yvonne Pierre, une française. Elle est connue professionnellement sous le nom de Anna Held.
En 1881, les pogroms antisémites forcent la famille à fuir à Paris (France) où elle s'installe.
Anna se marie en 1894 avec un Uruguayen Maximo Carrera, ils ont une fille Liane Carrera (1895-1988). En 1896, elle joue dans la revue Ohé l'Amour !  de Léon Xanrof et Cellarius, à la Scala, avec Renée d'Antin comme partenaire,,,.
Comme un peu plus tard Polaire, elle était célèbre par l'extrême minceur de sa taille (encore accentuée par un corset, article de vêtement féminin incontournable de la Belle Époque) qui lui donnait une silhouette "en sablier", très en faveur dans les dernières années du XIXe siècle.
Elle débute au théâtre en 1896 et rencontre à Londres Florenz Ziegfeld.
En 1905 elle s'installe à New York et travaille à Broadway et en 1907 elle rejoint la troupe Ziegfeld Follies comme Ziegfeld Girl.
En 1909, Florenz Ziegfeld la quitte et entame une liaison avec l'actrice Lillian Lorraine puis avec une autre actrice, Billie Burke, qu'il épousera en 1914.
Durant la Première Guerre mondiale, elle tourne dans des vaudevilles et joue pour les soldats français.
Elle retourne à New York en 1917. Son état de santé se détériore, elle décède à l'Hôtel Savoy à New York à la suite de myélomes multiples. Elle est enterrée au cimetière de Gate of Heaven à Hawthorne.

## Filmographie
| Année | Titre                         | Rôle                 | Notes                           |
| ----- | ----------------------------- | -------------------- | ------------------------------- |
| 1901  | Anna Held                     | Elle-même            | Close-up version Short subject  |
| 1901  | Anna Held                     | Elle-même            | Full shot version Short subject |
| 1913  | Elevating an Elephant         | Elle-même            | Short subject                   |
| 1913  | Popular Players Off the Stage | Elle-même            | Short subject                   |
| 1910  | The Comet                     |                      | Short subject                   |
| 1916  | Madame la Presidente          | Mademoiselle Gobette |                                 |

## Galerie

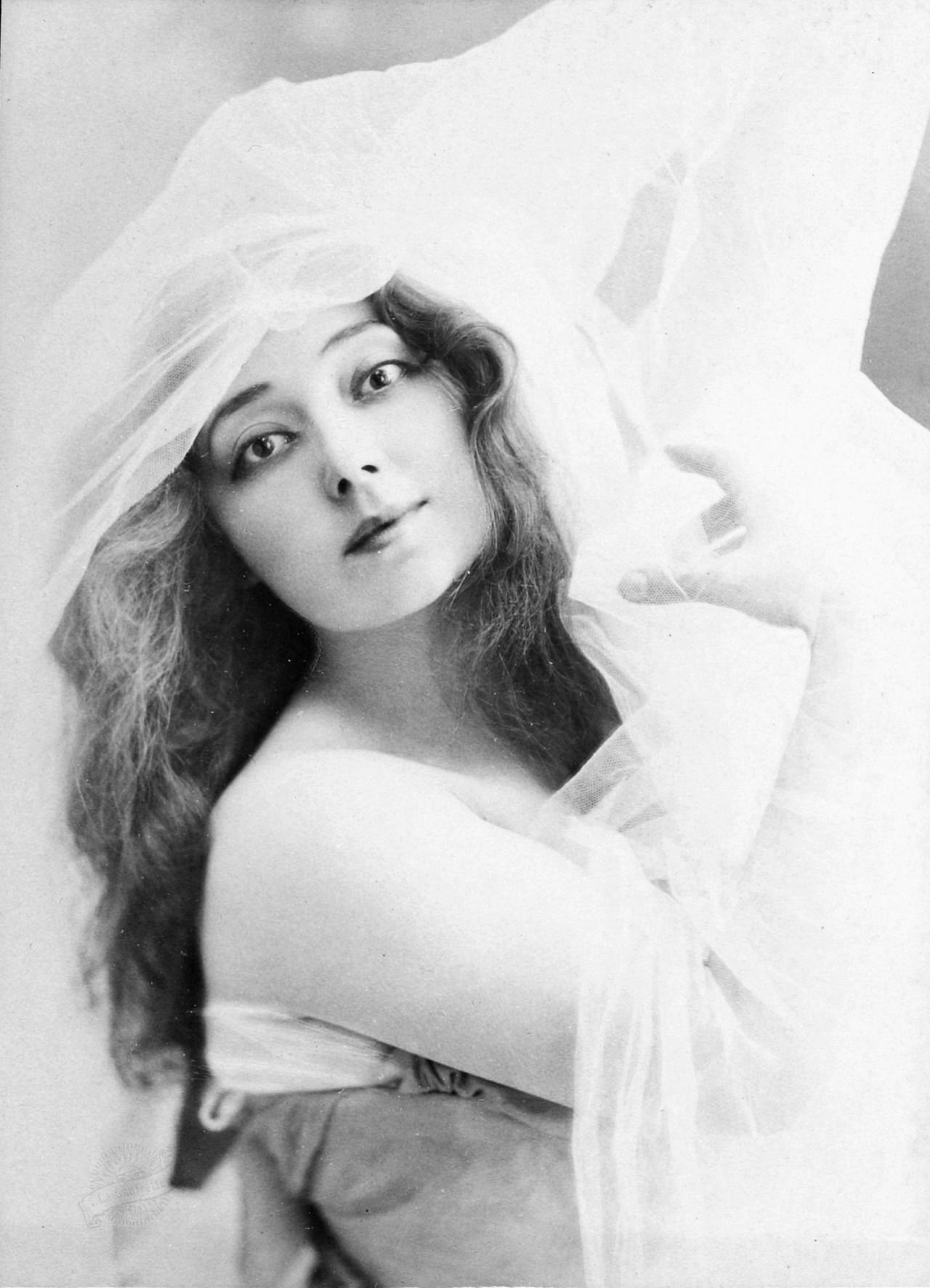
Portrait par Léopold-Émile Reutlinger, vers 1908
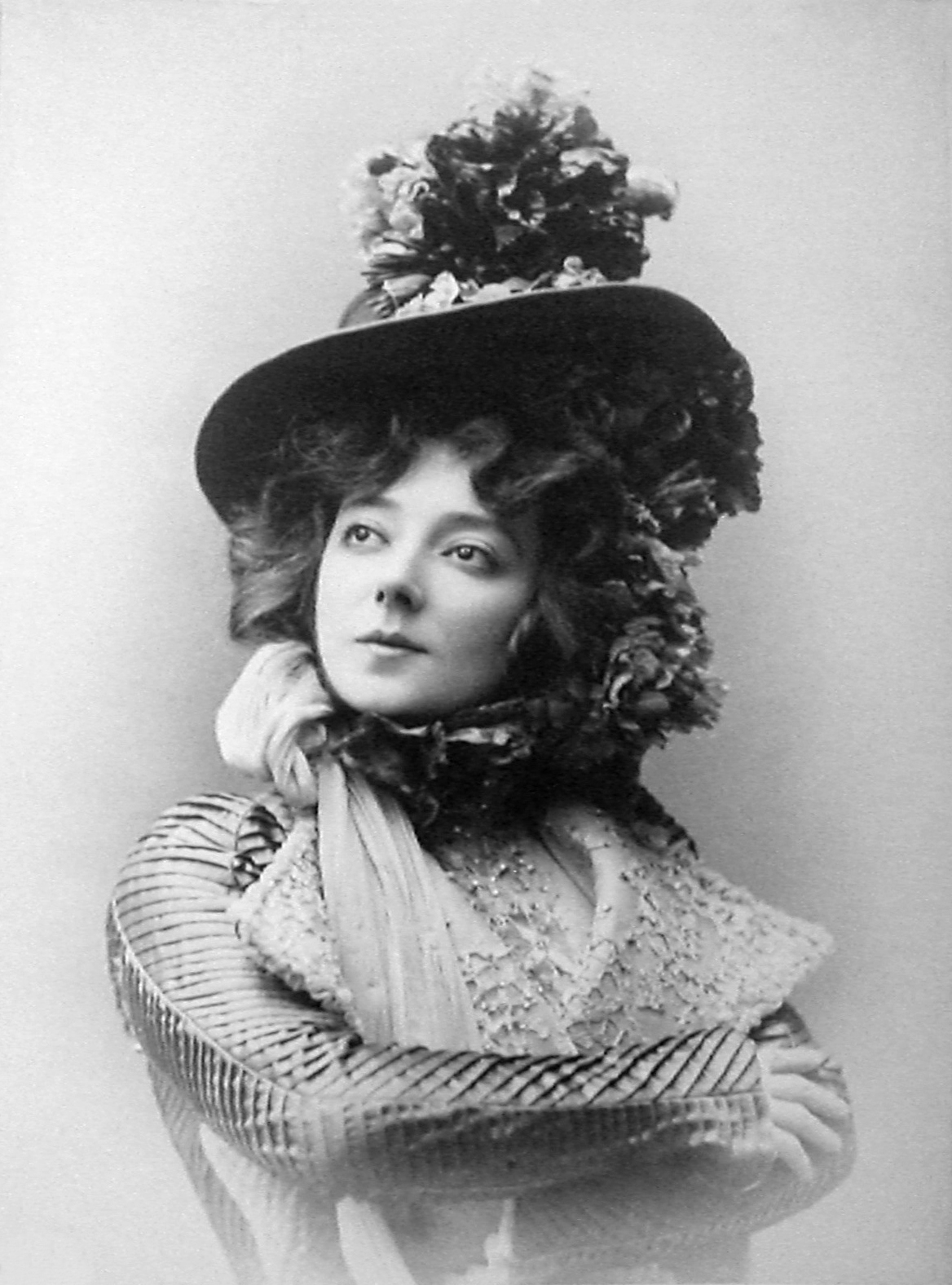
Portrait par Aimé Dupont, s.d.